# Lee David
Lee David (kor. 이다윗; ur. 3 marca 1994 w Inczonie) – południowokoreański aktor.

## Filmografia

### Filmy
| Rok  | Tytuł                         | Rola            |
| ---- | ----------------------------- | --------------- |
| 2002 | School Story                  |                 |
| 2005 | A Stirring Ripple             | In-ho           |
| 2006 | Platform                      | Dong-soo        |
| 2006 | Mighty Man                    | Kim Young-kwang |
| 2006 | Head-butt King                | Choi Chi-young  |
| 2008 | Paradise Murdered             | Tae-ki          |
| 2009 | Why Did You Come to My House? | Ji-min          |
| 2010 | Poezja                        | Park Jong-wook  |
| 2011 | In Love and War               | Dong-woo        |
| 2011 | Gojijeon                      | Choi Nam-yi     |
| 2011 | Ostatnia strzała              | młody Nam-yi    |
| 2013 | The Terror Live               | Park Shin-woo   |
| 2014 | Kundo: Czas Zemsty            | Jo Seo-in       |
| 2016 | Unforgettable                 | Gae-deok        |
| 2016 | Split                         | Young-hoon      |
| 2017 | The Fortress                  | Chil-bok        |
| 2018 | Swing Kids                    | Kwang-gook      |
| 2019 | Svaha: The Sixth Finger       | Joseph          |

### Seriale
| Rok  | Tytuł                                | Rola                  |
| ---- | ------------------------------------ | --------------------- |
| 2001 | KBS TV Novel: Flower Story           |                       |
| 2002 | Magic Kid Masuri                     |                       |
| 2003 | Age of Warriors                      | Choe Woo              |
| 2003 | The King's Woman                     | Prince Sunhwa         |
| 2006 | Yeon Gaesomun                        | młody Kim Yushin      |
| 2007 | Bad Woman, Good Woman                |                       |
| 2007 | Lee San, Wind of the Palace          | Prince Euneon         |
| 2008 | Iljimae                              | young Cha-dol/Shi-hoo |
| 2008 | My Pitiful Sister                    | Ji-ho                 |
| 2009 | Hometown Legends "The Grudge Island" | Seok-yi               |
| 2011 | Deep Rooted Tree                     | Park Se-myung         |
| 2012 | The Great Seer                       | young Mok Ji-sang     |
| 2013 | Księga rodziny Gu                    | Yoon Jung-yoon        |
| 2015 | Kim jesteś: Szkoła 2015              | Park Min-joon         |
| 2016 | Lustro czarownicy                    | King Myeongjong       |
| 2016 | Bring It On, Ghost                   | In-rang               |
| 2016 | Be Positive                          | Hwang In-guk          |
| 2017 | Save Me                              | Woo Jung Hoon         |
| 2018 | Bad Papa                             | Kim Yong-dae          |
| 2019 | Hotel del Luna                       | Seol Ji-won           |
| 2020 | Itaewon Class                        | Lee Ho-jin            |
| 2020 | SF8                                  | Nam-woo               |
| 2021 | Law School                           | Seo Ji-ho             |
| 2024 | Squid Game                           | Park Min-su (125)     |